# Берестово (заказник)
Берестово — ботанічний заказник місцевого значення в Черкаському районі Черкаської області. Створений рішенням ОВК Черкаської області від 25.05.1990 р. №95.

## Опис
Заказник розташований у кварталі 43 (виділ 9) Чигиринського лісництва. Створений для охорони популяції тюльпану дібровного.

## Галерея

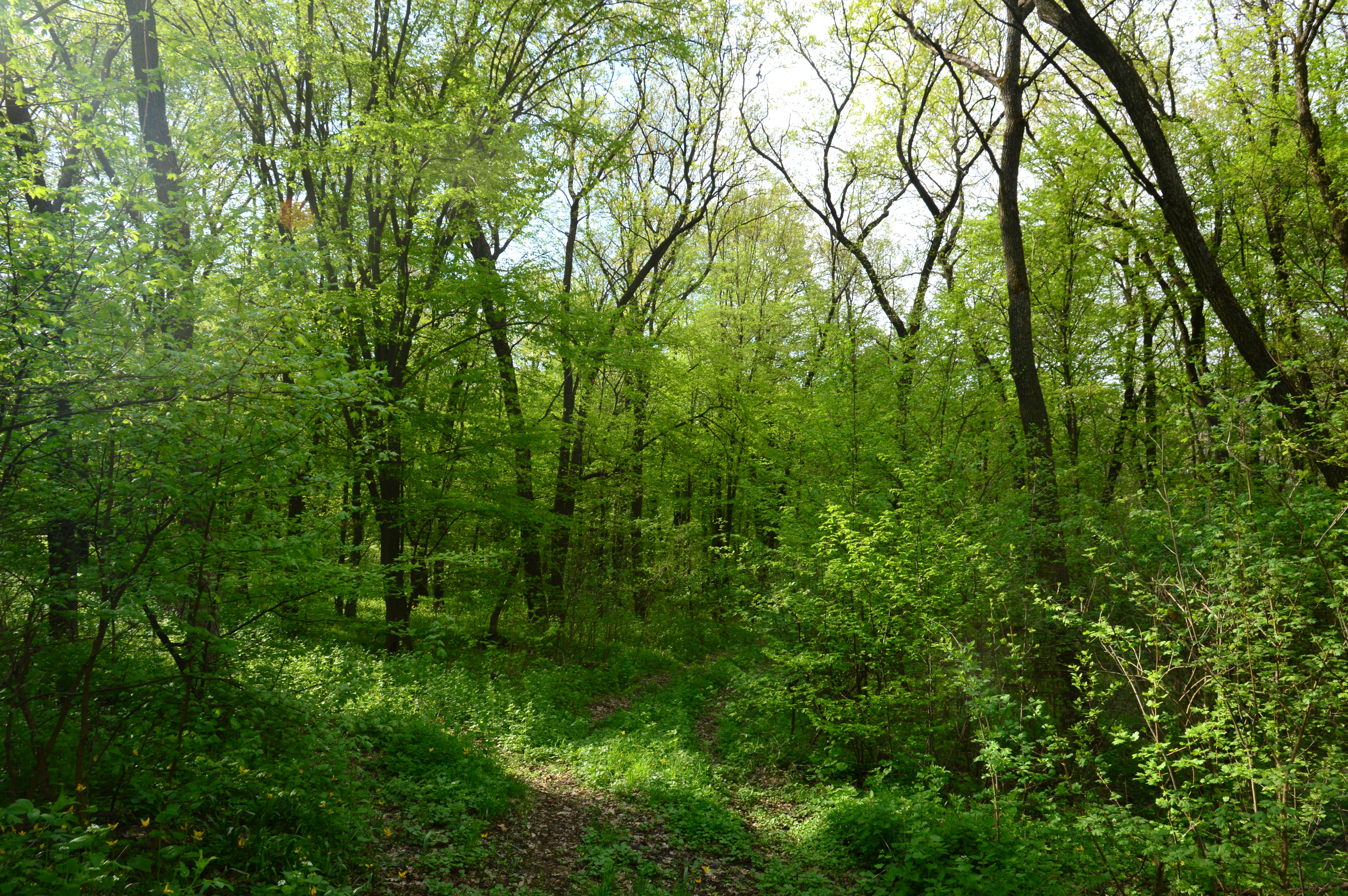
У заказнику
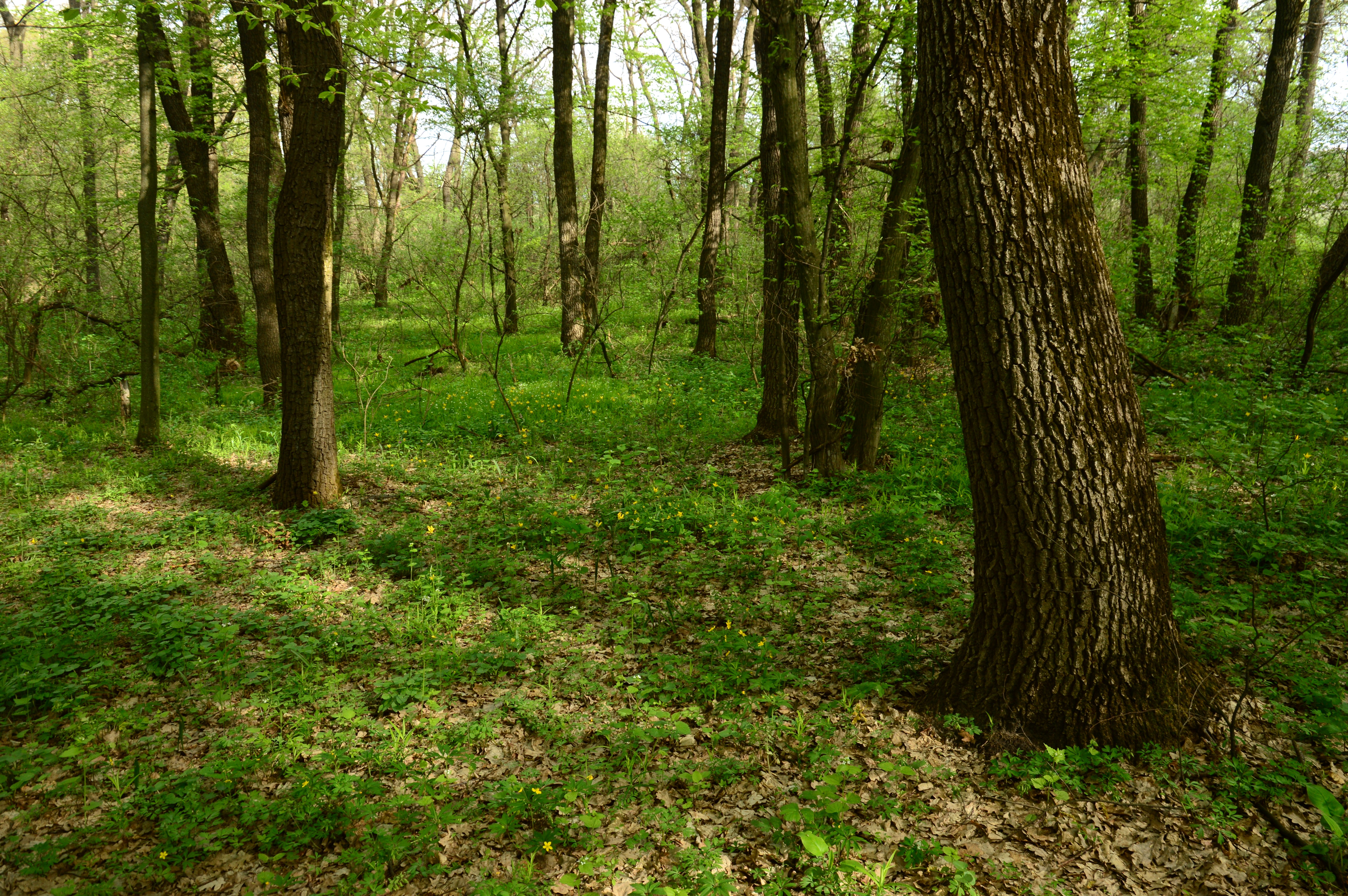
Діброва
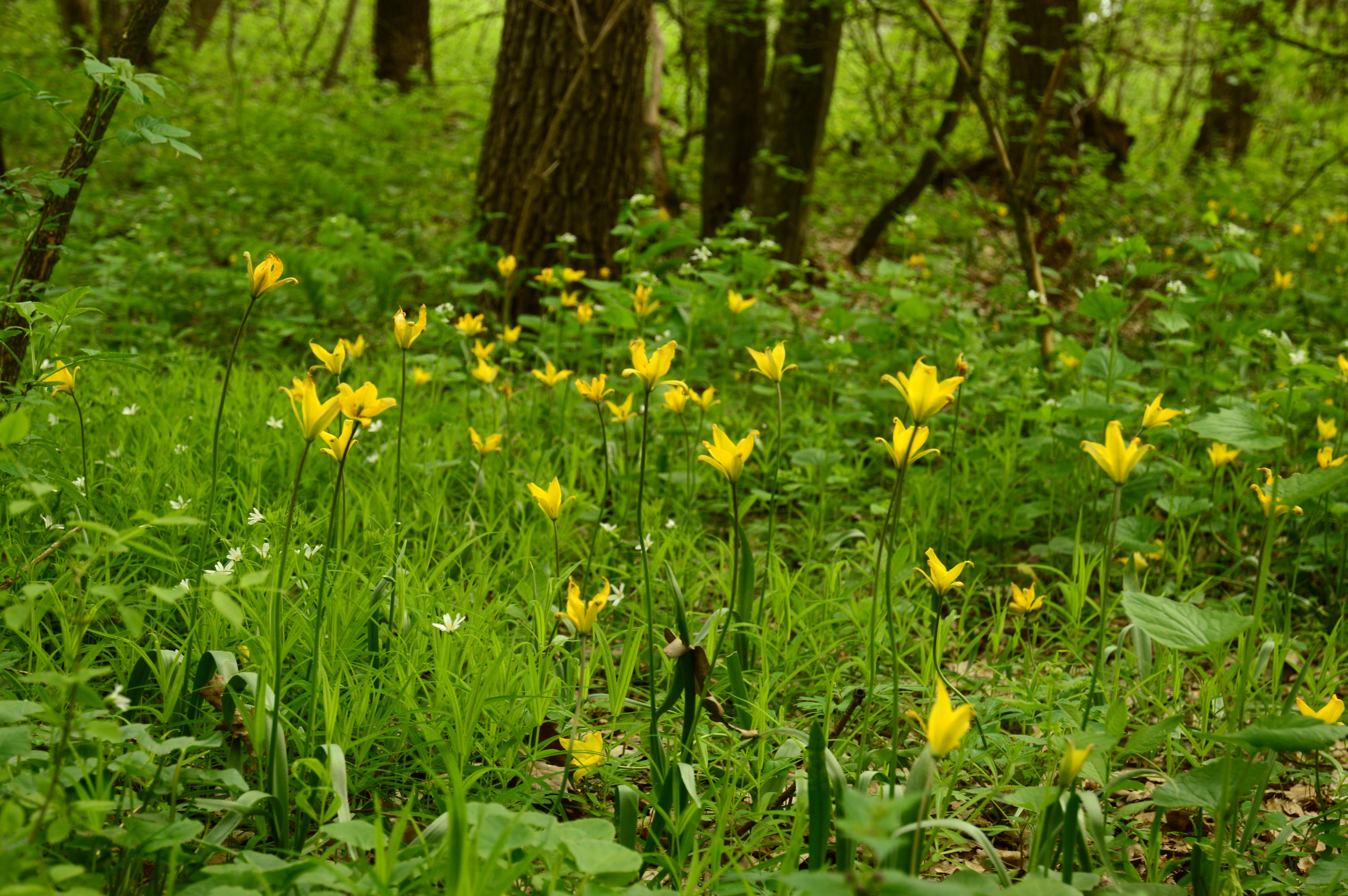
Тюльпан дібровний